# Sòfocles (orador)
Sòfocles (en llatí Sophocles, en grec antic Σοφοκλής) fou un orador atenenc que va escriure un discurs a favor d'Euctemó citat per Aristòtil.
Probablement era el mateix Sòfocles que és esmentat per Xenofont (Hel·lèniques II, 3,2) com un dels Trenta tirans d'Atenes.